# كريم أباد ده برزوئية (كوه بنج)
کريم أباد ده برزوئية (بالفارسية: کریم‌آباد ده برزوئیه) هي قرية تقع في إيران في البلدة المركزية.